# エーグル-レザン線

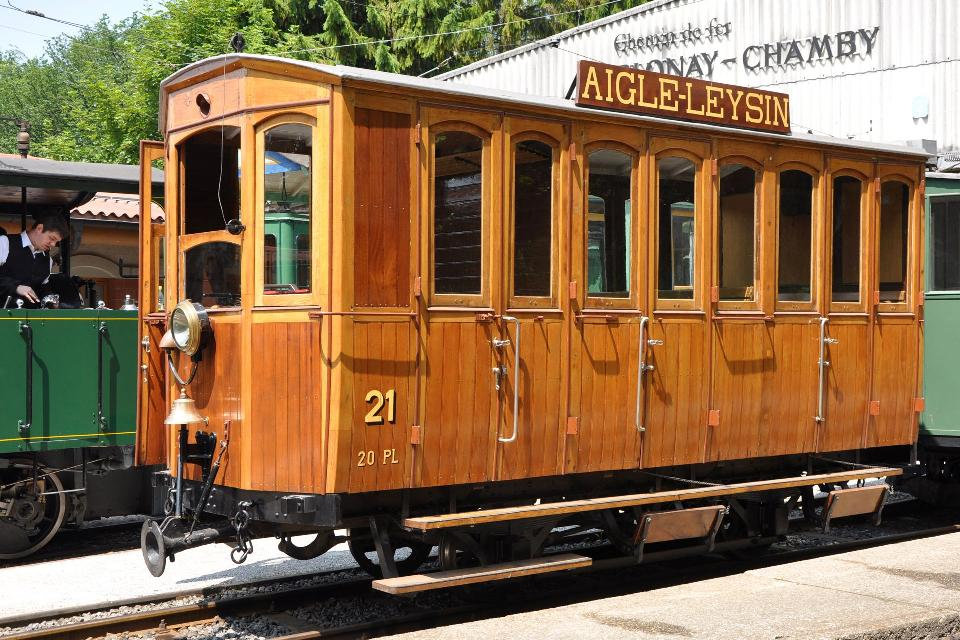
エーグル-レザン鉄道の歴史的なコンパートメント式客車（旅客・貨物兼用）、CF^{2}形21号、ブロネイ-シャンビー博物館鉄道にて

エーグル-レザン線（エーグル-レザンせん、フランス語: Chemin de fer Aigle-Leysin、通称：AL線）は、スイスのヴォー州において、エーグルとレザン＝グラン＝トテルを結んで運行されている、シャブレ公共交通の鉄道路線である。1999年までエーグル-レザン鉄道として独立した会社であったが、他の3社と合併してシャブレ公共交通の1路線となっている。

## 歴史
エーグル-レザン線は、狭軌のラック式鉄道（アプト式）で、スイス連邦鉄道（スイス国鉄）のエーグル駅からローヌ川の谷に沿ってレザンまで、6.3 kmを結んでいる。エーグルからエーグル車庫までは路面区間を走る。この区間と、1932年に廃止となったグラン・トテル・エーグルまでの区間は、1900年5月5日に開通した。同年11月6日にレザン＝フェイデイまでのラック式区間が開通し、1915年9月8日に終点のレザン＝グラン＝トテルまで開通した。当初はエーグル車庫まで路面区間を路面電車として走り、そこからラック式の機関車によって運行されていた。また全線直流600 V電化であった。1946年に直流1,500 Vに昇圧され、また粘着式とラック式の共用の電車が使用されるようになった。1986年にはベルヌーズ (Berneuse) の山頂までの延伸が計画され免許も取得したが、計画の承認を得ることができず、また資金の調達もできなかったため、中止された。また現在ベルヌーズまで行くには、ロープウェイを利用すれば行くことができる。ラック式鉄道の区間の長さは5.3 kmで、最急勾配は230 パーミルとなっている。

### 年表
- 1900年
  - 5月5日 - エーグル - エーグル車庫間開通
  - 11月6日 - エーグル車庫 - レザン＝フェイデイ間開通
- 1912年 - レザン＝ヴィラージュ - レザン＝フェイデイ間複線化完了
- 1915年9月8日 - 現在の終点であるレザン＝グラン＝トテルまでの延伸完了
- 1946年 - 直流1,500 Vに昇圧

## 車両
- HGe 2/2形12号 SLM/MFO1913年製
- Arseh 2/4形201号 SLM/BBC1946年製、サロン車に改造されている
- BDeh 2/4形202 – 203号 SLM/BBC1946年製
- BDeh 4/4形301 – 302号 / Bt 351 – 352号 SIG/SAAS1966年製
- BDeh 4/4形311 – 313号 / Bt 361 – 363号 ACMV/SLM/BBC1987年/1993年製

車両の端には、荷物室があり、乗客が自由に荷物を置くことができる。